# Nimbostratus
Un nimbostratus o nimboestrato es una nube oscura caracterizada por capas uniformes, generalmente de color gris oscuro. Este tipo de nube no se presenta siempre a la misma altura, de ahí que no se la pueda considerar estrictamente como nube de tipo bajo o medio, si bien su base suele estar en torno a los 2000 metros. 
Los nimbostratos bloquean completamente la luz solar. En comparación con los estratos, altoestratos y cirroestratos; los nimboestratos siempre dan precipitaciones, que suelen ser continuas y no muy intensas, a diferencia de las de nubes de tipo convectivo. 
Otras nubes de génesis de precipitación son los cumulonimbos.